# Kopp Lajos
Kopp Lajos (Pest, 1860. december 14. – Budapest, Józsefváros, 1928. szeptember 10.) bölcseleti doktor, főreáliskolai tanár, matematikatanár, tankerületi főigazgató.

## Életútja
Pesten végzett tanulmányai befejezése után a tanári pályára lépett. 1883–tól 1890-ig a ferencvárosi polgári és kereskedelmi iskolának, 1890-től pedig a fő- és székvárosi VIII. kerületi főreáliskolának (mai Vörösmarty Mihály Gimnázium) a tanára, valamint a matematikai és fizikai társulat egyik jegyzője volt. Tanítványai közül többen is nyertek tanulmányi versenyeket. A Pallas nagy lexikona matematikai részének munkatársa volt. Halálát vesebaj és szívgyengeség okozta. Felesége Fitz Vilma volt.
Cikkei a Katholikus Egyházi Közlönyben (1890. 3. sz. melléklete: Két érdekes régi magyar könyv: Maróthy György, Arithmetika. Lőcse, 1729., Onadi János, Practici Algorithmi enotemata methodica. 1693.); a Math. és Phys. Lapokban (192. Az invariansok elméletének alapjairól; 1894. Egy tétel a sokaságok elméletéről).
A Fiumei úti sírkertben az első sírja a 43. parcellában volt. Jelenlegi, 34-2-105. számú síremlékét, melyben feleségével és Koltai Virgillel együtt nyugszik, 2010-ben újította fel a Nemzeti Emlékhely és Kegyeleti Bizottság.

## Munkái
- A focusok és asymptoták a sphaericus kúpszeleten. Bpest, 1883. (Doktori értekezés.)
- Régi magyar arithmetikák. U. ott, 1893. (Különnyomat a budapesti VIII. ker. főreáliskola Értesítőjéből.)